# Prix de l’État
Der Prix de l’État der Académie des Sciences ist ein 1795 vom französischen Nationalkonvent begründeter Wissenschaftspreis, der aus Staatsmitteln finanziert wird. Er wird in den Bereichen Mathematik, Physik, Mechanik, Informatik, Geowissenschaften, Biologie und Chemie vergeben und ist mit 7600 Euro dotiert. Er wird jährlich vergeben bis auf den Bereich Physik, in dem er alle vier Jahre vergeben wird.
Er gehört zu den Grand Prix der Akademie.

## Preisträger seit 1960
- 1960: Szolem Mandelbrojt
- 1961: Albert Policard
- 1962: Jacques Dixmier
- 1963: Pierre Nicolle
- 1964: Laurent Schwartz
- 1965: René Wurmser
- 1966: André Guinier
- 1967: Jean Dausset
- 1968: Gustave Choquet
- 1969: Xavier Duval
- 1970: René Thom
- 1971: Pierre Chatelain
- 1972: Pierre Lelong
- 1973: Pierre Douzou
- 1974: André Martin
- 1975: Marcel Bessis
- 1976: Jacques Tits
- 1977: Hélène Charniaux-Cotton
- 1978: Noël Felici
- 1979: Marc Fellous
- 1980: Jean-Pierre Kahane
- 1981: Lionel Salem
- 1982: Evry Schatzman
- 1983: Jean-Charles Schwartz
- 1984: Yves Meyer
- 1985: Stratis Avrameas
- 1986: Claude Lorius
- 1987: Jean Normant
- 1988: Franck Laloë
- 1989: Francis Durst
- 1990: Jean-Pierre Hansen
- 1991: Maurice Israël
- 1992: Gilles Pisier
- 1993: Jacques Taxi
- 1994: Roger Cayrel
- 1995: Jean Talairach
- 1996: Jean-Michel Bony
- 1997: Jean-Loup Gervais
- 1998: Pierre Gadal
- 1999: Bernard Maurey
- 2000: Jean-Paul Behr
- 2001: Camille Cohen
- 2002: Émile Miginiac
- 2003: Louis Boutet de Monvel
- 2004: Joël Moreau
- 2005: Jean-Michel Gérard
- 2006: Hervé Sentenac
- 2007: Nicolas Burq
- 2008: Anny Jutand
- 2009: François Amiranoff, Victor Malka, Patrick Mora
- 2010: Richard Miles
- 2011: Bernard Helffer
- 2012: Michel Ephritikhine
- 2013: Andreas Hoecker
- 2015: Yves Guivarc'h
- 2016: Christian Serre
- 2017: Pierre Le Doussal
- 2018: Christian Giaume, François Michel
- 2019: Michela Varagnolo, Éric Vasserot
- 2020: Anna Proust
- 2021: Marie-Hélène Schune
- 2022: Christophe Plomion[1]
- 2023: Nicolas Bergeron